# 拜肯·阿希莫夫
拜肯·阿希莫维奇·阿希莫夫，（俄語：Байке́н Аши́мович Аши́мов，1917年7月28日（格里历：8月10日）—2010年2月5日），哈萨克族，苏联党和国家领导人。曾任卡拉干达州州长、哈共塔尔迪库尔干州委第一书记、哈萨克苏维埃社会主义共和国部长会议主席、最高苏维埃主席团主席等职。

## 生平
- 1917年7月28日（格里历：8月10日）出生于沙俄阿克莫林斯克州科克切塔夫区沙巴克拜村的一个农民家庭，属哈萨克族中玉兹阿尔浑部。1932年开始在科克切塔夫铁路车站工作。
- 1932年-1935年，彼得罗巴甫洛夫斯克铁路学校学习。
- 1935年-1938年，列宁农业畜牧业技术学院学习。毕业后任共青团北哈萨克斯坦州列宁地区团委政治部主任。
- 1938年-1941年，苏联红军基辅军区部队服役，卫国战争前退役。1940年加入联共（布）。
- 1941年-1942年，科克切塔夫州艾厄尔套区西姆贝特村中学教师。
- 1942年-1945年，苏联红军服役，参加卫国战争。先后担任西北战线第370步兵师第1232步兵团副政委、白俄罗斯第1方面军第76步兵师政治部教官。参与利沃夫-桑多梅日攻势、维斯瓦河-奥得河攻势、布拉格攻势等战役，战后以上尉军衔退役。
- 1945年-1948年，科克切塔夫州艾厄尔套区政府党组书记、副主席。
- 1948年-1950年，哈共（布）科克切塔夫州艾厄尔套区党委第二书记。
- 1950年-1952年，科克切塔夫州泽连季区农业局局长。
- 1952年-1955年，科克切塔夫州农业厅第一副厅长。
- 1955年-1957年，列宁格勒生物学与植物病理学研究所学习。
- 1957年-1959年11月，科克切塔夫州农业厅第一副厅长，哈共科克切塔夫州委农业部长。
- 1959年11月-1961年，哈共科克切塔夫州州委第二书记。
- 1961年-1963年1月，卡拉干达州州长。
- 1963年1月-1964年12月，哈共卡拉干达州农村地区党委第一书记。
- 1964年12月-1968年，卡拉干达州州长。
- 1968年-1970年4月，哈共塔尔迪库尔干州委第一书记。1969年毕业于苏共中央高级党校培训班。
- 1970年4月-1984年3月，哈萨克苏维埃社会主义共和国部长会议主席。
- 1984年3月-1985年9月，哈萨克苏维埃社会主义共和国最高苏维埃主席团主席。
- 1985年9月起退休。
- 2010年2月5日于阿拉木图逝世，享年92岁，葬于阿拉木图峡谷公墓。

阿希莫夫是苏共22-26大代表，第24-26届中央委员；第8-11届苏联最高苏维埃联盟院代表；第6、9-11届哈萨克苏维埃社会主义共和国最高苏维埃代表。

## 荣誉
苏联：
- 社会主义劳动英雄称号（1977）
- 四次列宁勋章（1971,1973,1976,1977）
- 十月革命勋章（1980）
- 纪念列宁诞辰一百周年奖章
- 两次劳动红旗勋章（1957,1966）
- 两次一级卫国战争勋章（1944,1985）
- 红星勋章（1944）
- 战功奖章（1944）
- 劳动英勇奖章（1959）
- 1941－1945年伟大卫国战争战胜德国奖章
- 1941-1945年伟大卫国战争胜利二十周年奖章
- 1941-1945年伟大卫国战争胜利三十周年奖章
- 苏联武装力量五十周年奖章
- 苏联武装力量六十周年奖章

波兰：
- Virtuti Militari战争勋章

哈萨克斯坦：
- 祖国勋章（2007）
- 智慧勋章[2]